# Condado de Lunenburg (Nueva Escocia)
El Condado de Lunenburg es un condado de la provincia canadiense de Nueva Escocia. Va desde Hubbards hacia el este y la Ensenada de Vogler al oeste.

## Historia
Nombrado así en honor al rey británico que fue también el duque de Brunswick-Lüneburg. El Condado de Lunenburg fue establecido en 1759, cuando la península de Nueva Escocia se dividió en cinco condados. Tres años más tarde, Lunenburg fue reducido de tamaño, cuando el condado de Queens fue establecido. Tras la creación del condado de Queens en 1762, condado de Hants en 1781, y los condados de Shelburne y Sídney en 1784, los límites de los nueve condados fueron definidas por el Consejo de Nueva Escocia.
En el capítulo 52 de los Estatutos de 1863, el municipio de Chester en el condado de Lunenburg fue hecho en un distrito separado para ciertos propósitos específicos. Ese estatuto dio autoridad para el nombramiento de un Rotulorum Custodio y para el establecimiento de unas sesiones generales de la paz para el Distrito de Chester, con las mismas facultades como si fuera un condado independiente.

## Demografía
Su población en 2011 fue de 47.313 habitantes.
| Censo | Población | Cambio (%) |
| ----- | --------- | ---------- |
| 2006  | 47,150    | 0.9%       |
| 2001  | 47,591    | 0.1%       |
| 1996  | 47,561    | 0.2%       |
| 1991  | 47,634    | N/A        |

| Idioma                  | Población | Porcentaje (%) |
| ----------------------- | --------- | -------------- |
| Inglés solamente        | 45,160    | 96.89%         |
| Otros idiomas           | 890       | 1.91%          |
| Francés solamente       | 515       | 1.10%          |
| Ambos, inglés y francés | 45        | 0.10%          |

| Raza      | Población | Porcentaje (%) |
| --------- | --------- | -------------- |
| Blancos   | 46,205    | 99.12%         |
| Asiáticos | 205       | 0.44%          |
| Negros    | 75        | 0.16%          |
| Otros     | 110       | 0.24%          |

## Comunidades
- Lunenburg